# 4219-es mellékút (Magyarország)
A 4219-es számú mellékút egy közel 70 kilométer hosszú, négy számjegyű mellékút Hajdú-Bihar és Békés vármegyék határvidékén; a 47-es főút mellett fekvő Furta községet köti össze Gyula városával és a 44-es főúttal.

## Nyomvonala
Furta központjában ágazik ki a 4253-as útból, annak a 2+800-as kilométerszelvénye közelében, dél-délkeleti irányban, Petőfi út néven. Nagyjából 1 kilométer után hagyja el a falu déli szélét, ott délnek fordul és így lépi át a közigazgatási határt, 3,5 kilométer után. Zsáka külterületén folytatódik, ahol azonban lakott területeket nemigen érint, leginkább csak mezőgazdasági területek közt húzódik.
7,4 kilométer után lépi át Komádi határát, ott egy kicsit keletebbi irányt vesz. 13,1 kilométer után halad el a komádi tv-torony mellett, majd nem sokkal ezután belép a város belterületére, a Furtai út nevet felvéve. A 14+250-es kilométerszelvényénél beletorkollik kelet felől a 4215-ös út, amely Biharkeresztestől idáig húzódva majdnem pontosan 27 kilométer megtételén van túl.
Innét az út délnyugati irányba fordul és a Fő utca nevet viseli tovább; 15,4 kilométer után pedig újabb elágazása következik: tovább egyenesen délnyugatnak a 4221-es út indul, Újiráz felé, a 4219-es pedig újra dél-délkelet felé fordul, Szent István útja néven. Így hagyja el Komádi legdélebbi házait is, 16,2 kilométer után.
A 18. kilométere után keresztezi a Sebes-Körös folyását, majd nem sokkal arrébb a Körösnagyharsány–Vésztő–Gyoma-vasútvonal nyomvonalát is, és kiágazik belőle nyugati irányban a 42 317-es út; ez a jelenleg nem üzemelő Komádi vasútállomás kiszolgáló útja. 18,8 kilométer után, még mindig Komádi területén újabb elágazása következik: ott a 4222-es út ágazik ki belőle nyugati irányban, Vésztőre.
21,4 kilométer után az út Zsadány területén folytatódik, ahol még külterületen van az első elágazása: a 4216-os út torkollik bele keleti irányból, Körösszakál felől, bő 16 kilométer után. A község első házait a 24. kilométere után éri el, ott már nyugat felé halad és a Béke utca nevet viseli, végig az egész településen. Még egy elágazása van itt: a központban a 4242-es út ágazik ki belőle déli irányban, Mezőgyán felé. Kevéssel a 27. kilométere előtt lép ki Zsadány házai közül, még itt is nyugati irányban, de nem sokkal ezután újra délebbnek fordul.
33,2 kilométer után egészen megközelíti Okány keleti határszélét, de a határvonalat nem lépi át; ugyanott kiágazik belőle nyugat felé a településre vezető 4236-os út. Zsadány határát azonban csak a 36. kilométere táján hagyja el egészen, onnan Mezőgyán területén húzódik tovább. Jó másfél kilométer után éri el Nagygyanté településrészt, ahol előbb a Bocskai utca, majd az Alkotmány utca nevet viseli; ott, ahol – a községrész központjában, a 38. kilométere után – nevet vált, ott egy elágazása is van: a 42 154-es számú mellékút ágazik ki belőle kelet-északkeleti irányban; ez vezet Mezőgyán központjába.
40,4 kilométer után érkezik meg az út a következő település, Sarkadkeresztúr északi határához, ott egy kicsit nyugatabbi irányba fordul. A 42. kilométerét elhagyva előbb egy kisebb vízfolyást szel át, majd keresztezi a Békéscsaba–Kötegyán–Vésztő–Püspökladány-vasútvonalat is, és kiágazik belőle a 42 342-es út délkeleti irányban, Sarkadkeresztúr megállóhelyhez. A vasút mentén egy kis, kétutcás falurészt érint, a település központjába viszont csak 44,1 kilométer után érkezik meg. A belterületen számos irányváltása van, kisebbek is, nagyobbak is, a települési neve ennek ellenére csak egyszer változik: előbb Rákóczi út, majd a második kanyartól végig a falu déli széléig Vörösmarty út. Közben, a 45+850-es kilométerszelvénye táján egy elágazása is következik: ott torkollik bele a Csökmőtől és a 47-es főúttól idáig 31 kilométernyi hosszan húzódó 4223-as út. Nagyjából 47,2 kilométer után éri el az út a lakott terület déli szélét, a település és Sarkad határát pedig 47,5 kilométer után.
52,1 kilométer megtételét követően, pontosan déli irányban haladva ér az út Sarkad házai közé, ahol először a Sarkadkeresztúri út nevet veszi fel, majd egy irányváltást követően Árpád fejedelem tér lesz a neve. Az 53. kilométerét elhagyva egy elágazáshoz ér: tovább egyenesen délkelet felé a 4252-es út indul, a 4219-es pedig dél-délnyugat felé folytatódik, Kossuth utca néven. Egy kisebb vízfolyás áthidalását követően, 54,2 kilométer után egy újabb elágazása következik: a 42 151-es út ágazik ki belőle dél-délkelet felé – ez az Anti út nevet viseli, arra utalva, hogy egészen az innen mintegy 7 kilométerre húzódó országhatárig vezet, illetve onnan eredetileg továbbfolytatódott a ma már Romániához tartozó Ant község irányába. A továbbiakban a 4219-es út már a Gyulai út nevet viseli, délnyugati irányban húzódva, és az 56. kilométere után lép ki Sarkad házai közül. 58,2 kilométer után még egy csomópontja van a város területén: a 4244-es út ágazik ki az itt lévő körforgalomból nyugat-északnyugati irányban, Dobozra.
60,6 kilométer után, a Fekete-Köröst átszelve ér az út Gyula területére, ahol nagyjából dél felé folytatódik. A 63+850-es kilométerszelvénye táján, nyílt vonali szakaszon keresztezi a Békéscsaba–Kötegyán–Vésztő–Püspökladány-vasútvonalat, majd nagyjából egy kilométer után újabb hídja következik: itt a Fehér-Körös felett halad át. Majdnem pontosan a 65. kilométerénél éri el Gyula Máriafalva nevű városrészét, ott a Sarkadi út nevet viseli, délnyugat felé húzódva.
66,4 kilométer után, a városközpont északi szélén nyugatnak fordul és a Csókos út nevet veszi fel. Néhány száz méterrel ezután beletorkollik észak felől a 4234-es út, 48 kilométer megtételét követően; majd 67,2 kilométer táján elhalad a Békéscsaba–Kötegyán–Vésztő–Püspökladány-vasútvonal Gyula vasútállomása mellett, az állomás déli szomszédságában. Itt már Madách utca, majd Halácsy út a neve, kicsivel ezután pedig délnek fordulva az Ajtóssy Albert utca nevet veszi fel. A folytatásban egy szakaszon Keleti Schiffert József utca, majd Bartók Béla utca a neve, utolsó szakasza pedig a Vértanúk útja nevet viseli. Egy korábban forgalmasabb csomópontban ér véget, ahonnan a 4434-es út indul, tovább délnyugat felé folytatódva.
Teljes hossza, az országos közutak térképes nyilvántartását szolgáló kira.gov.hu adatbázisa szerint 69,464 kilométer.

## Települések az út mentén
- Furta
- (Zsáka)
- Komádi
- Zsadány
- (Okány)
- Mezőgyán (Nagygyanté)
- Sarkadkeresztúr
- Sarkad
- Gyula

## Története
1934-ben a kereskedelem- és közlekedésügyi miniszter 70 846/1934. számú rendelete az okányi elágazás és Nagygyanté közti szakaszát harmadrendű főúttá nyilvánította, a Körösladány-Vésztő-Geszt közti 436-os főút részeként. Fennmaradó részét a rendelet alapján 1937-ben kiadott közlekedési térkép mellékúti kiépítettséggel tünteti fel, kivéve a Furta-Komádi szakaszt, amely a térképen egyáltalán nincs jelölve.
Egy dátum nélküli, feltehetőleg 1949 körül készült térkép lényegében a teljes mai hosszában harmadrendű főútként tünteti fel, 439-es számozással.